# Chartalismus
Chartalismus (von lateinisch: charta = deutsch: Schriftstück, Dokument, Urkunde) ist eine heterodoxe makroökonomische Geldtheorie, die davon ausgeht, dass das Geld vom Staat geschaffen wird, indem er es als gesetzliches Zahlungsmittel deklariert, und dass die Währung ihren Wert dadurch erhält, dass der Staat die Macht hat, Steuern zu erheben, die in dieser Währung aufzubringen sind. Chartalismus ist also eine Geldtheorie, die den Einfluss von Finanz- und Wirtschaftspolitik auf den Geldwert betont und das Geld als eine Rechnungseinheit mit einem Wert definiert, der von dem bestimmt wird, was die Regierung als Zahlung für Steuerpflichten akzeptiert. Chartalismus besagt damit, dass Geld keinen inneren Wert hat, sondern von Regierungen bewertet wird.

## Geschichte
Als Begründer der chartalistischen Geldtheorie gilt Georg Friedrich Knapp, der die positiv-rechtliche Begründung des Geldes 1905 in seinem Werk Staatliche Theorie des Geldes darlegte. Obwohl 1924 auf Veranlassung von John Maynard Keynes ins Englische übersetzt, geriet es in Vergessenheit. Erst um die Jahrtausendwende wurde der Chartalismus von der postkeynesianischen modernen Geldtheorie (MMT) wieder aufgegriffen.

## Inhalt und Bedeutung
Wie Knapp feststellte, ist das Geld „ein Geschöpf der Rechtsordnung. Es ist im Laufe der Geschichte in den verschiedensten Formen aufgetreten. Eine Theorie des Geldes kann daher nur rechtsgeschichtlich sein.“ Mit seiner nominalistischen Auffassung setzte sich Knapp bewusst in Gegensatz zur Geldwerttheorie des Metallismus, die in Zeiten des Papiergeldes – also spätestens seit der Aufhebung des Goldstandards für den US-Dollar durch Richard Nixon 1971 – offensichtlich obsolet ist. Damit beruht der Wert des Geldes im Chartalismus auf seiner sozialen Akzeptanz, unabhängig von seinem Materialwert.
Bereits Adam Smith hatte 1776 geschrieben, dass das Geld als „das große Rad der Zirkulation“ etwas anderes sei als die Güter, die es bewegt; dass sich der Wert des Geldes also nicht von seinem Güterwert ableite, sondern von seiner Funktion für die Wirtschaft.
Neo-Chartalisten wie Matthew Forstater weisen darauf hin, dass chartalistische Auffassungen auch in früheren Werken klassischer Ökonomen wie bei Jean-Baptiste Say, John Stuart Mill, Karl Marx und William Stanley Jevons zu finden sind.
Auch Keynes erwähnt 1930 Knapp und den Chartalismus und es scheint, dass dadurch seine Auffassung von der Rolle des Staates in der Wirtschaft beeinflusst wurde. Abba P. Lerner schrieb 1947 in seinem Artikel „Money as a Creature of the State“, dass die Ökonomen weitgehend von der Idee der Bestimmung des Geldwertes durch Gold abgekommen waren. Er meinte, dass die Verantwortung für die Vermeidung von Inflation und Depression beim Staat liegt wegen seiner Fähigkeit Geld zu schaffen und durch Steuern wieder einzuziehen.

## Im 21. Jahrhundert
Moderne Ökonomen wie Warren Mosler, L. Randall Wray, Stephanie Kelton und Bill Mitchell haben den Chartalismus als Erklärung für die Geldschöpfung wiederbelebt.
Mitchell schließlich prägte für den modernen Neo-Chartalismus den Begriff Modern Monetary Theory (MMT), der sich weitgehend durchsetzte. Scott Fullwiler steuerte eine detaillierte technische Analyse von Banken- und Geldsystem bei. Rodger Malcolm Mitchells Buch Free Money erklärt in allgemeinverständlicher Sprache das Wesen des Chartalismus.
Münzen und Banknoten sind vom Staat garantierte gesetzliche Zahlungsmittel und der Staat hat das Monopol darauf. Denn der Staat – und nur er – kann Geld schaffen und so die wirtschaftliche Tätigkeit beeinflussen. Mit der Schaffung des Euro wurde diese Zuständigkeit zwar auf die Europäische Zentralbank übertragen, doch hinter dieser stehen die Staaten der Eurozone als Gesamtheit, die Steuern in dieser Währung erheben.
Der Wert des Geldes kommt durch den Staat und seine Gesetze zustande und beruht auf seiner sozialen Akzeptanz. Was auch immer Menschen, Institutionen und Staaten akzeptieren, um gegenseitig ihre Schulden zu tilgen, wird Geld. Die Bedeutung von Märkten und Knappheit wird von Chartalisten gegenüber der Neoklassik deshalb geringer gewichtet, die Wichtigkeit von integrierten Gesellschaften und staatlicher Hoheit viel stärker. Fortgeschrittene Gesellschaften entwickelten immer schon Zahlungssysteme, mit denen gesellschaftliche Schulden getilgt werden konnten. Der Staat ist hier vor allem wichtig, weil er von seinen Bürgern Steuern verlangt. Die Währung, mit der die Steuerschuld beglichen werden soll, wird dabei vom Staat vorgeschrieben, weshalb diese Währung zum allgemeinen Standard wird.
In Deutschland wird Knapps chartalistische Geldtheorie durch die 2014 gegründete Pufendorf Gesellschaft für politische Ökonomie e.V. mit Sitz in Berlin vertreten.

## Kritik
Kritiker des Chartalismus führen den sogenannten monetären Dualismus an. Geld ist sowohl privater Natur (Giralgeld der Geschäftsbanken) als auch staatlicher Natur (Zentralbankgeld). Im Alltag gehen wir Bürger mit beidem gleichermaßen um. Giralgeld existiert z. B. als Sichteinlage auf den Konten von Privatkunden bei Geschäftsbanken, Zentralbankgeld in Form von Bargeld. Der Unterschied wird erst deutlich, wenn – wie etwa in der Finanzkrise geschehen – Banken ihre Schulden nicht mehr zahlen können. Die Zentralbank als die Bank des Staates kann grundsätzlich nie illiquide werden. Sie kann immer Geld schaffen, indem sie dem Staat einen Kredit gewährt, und dieser kann durch Steuern und Abgaben Einnahmen generieren um diesen Kredit zu bedienen.
Aristoteles hatte die Frage aufgeworfen, ob das Geld seine Geltung aus seinen stofflichen Eigenschaften bezieht oder der staatlichen, rechtlichen Setzung verdankt. Die Erklärungen, die zur zweiten Auffassung tendieren, werden unter dem Begriff „Nominalismus“ zusammengefasst, im Gegensatz zur metallistischen Geldlehre, die das Wesen und den Wert des Geldes auf das in ihm enthaltene Metallgewicht zurückführt. Juristen und Philosophen der Antike und des Mittelalters vertraten nominalistische Geldauffassungen. Nominalistisch sind auch die Geldtheorien von J. Hales, B. Davanzati, G. Montanari und John Locke. Sie können als die Vorläufer Georg Friedrich Knapps gelten. Die chartale Theorie des Geldes wird abgelehnt von Ökonomen, die das Wesen und die Entstehung des Geldes mit dem Warentausch in Verbindung bringen. Robert Liefmann etwa wendete 1922 ein „der Tauschverkehr unter Benutzung von Geld, kann nie mit staatlichen Preisfestsetzungen angefangen haben.“ So auch Wilhelm Gerloff: „staatliche Theorie des Geldes ist für die Erkenntnis der Entstehung des Geldes ohne Belang. Sie enthält nur rechtsgeschichtliche Tatsachen und vermag daher über das soziale und wirtschaftliche Dasein des Geldes wenig oder gar nichts auszusagen.“ Nach Klaus Müller hat der Souverän Geld lediglich Autorität und Gültigkeit verliehen. Der Mensch habe nachträglich seinen „naturinstinktiven Handlungsakt sanktioniert“. Der Staat regele zwar wichtige Fragen des Geldwesens wie den Preismaßstab, die Konvertibilität, Münzgesetze, Wechsel- und Kreditrecht, Bank- und Börsengesetze u. a. m. Er bestimme, so Klaus Müller, aber letztlich „nur die Form, nicht den Inhalt des Geldes.“